# Force India VJM06
El Force India VJM06 es un automóvil diseñado por la escudería Sahara Force India F1 Team de cara a la temporada de Fórmula 1 de 2013. Fue pilotado por Paul di Resta y Adrian Sutil.

## Presentación
La presentación se llevó a cabo en el circuito de Silverstone, el 1 de febrero de 2013. En el acto de presentación se hicieron presente los encargados e ingenieros del equipo y el piloto Paul di Resta. El mismo día, el monoplaza completó sus primeros kilómetros en el histórico trazado.

## Pretemporada
Para rodar el nuevo coche, el equipo recurrió a los servicios de James Rossiter y Jules Bianchi, quienes ayudaron a Paul di Resta en la tarea de desarrollar el VJM06 en los primeros entrenamientos en Jerez. En la segunda semana de tests, también se subió al monoplaza Adrian Sutil. Finalmente fue este último el elegido para ser segundo piloto titular.

## Resumen de la temporada
Tras una pretemporada discreta, el VJM06 sorprendió en Australia, con Sutil liderando la carrera en algunas vueltas y finalizando en los puntos junto con Di Resta. En Malasia parecían candidatos a repetir un sólido resultado, pero tuvieron que retirar ambos coches por problemas con las tuercas de las ruedas. Force India volvió a puntuar en China gracias al 8º lugar de Di Resta, pero Sutil tuvo que abandonar por accidente. En Baréin, Paul obtuvo un fantástico 4º puesto, pero Adrián volvió a tener mala suerte al sufrir un pinchazo al comienzo de la prueba. Sutil se redimió con una excelente actuación en Mónaco, adelantando a varios rivales para finalizar en 5ª posición. Pero los buenos resultados del conjunto de Silverstone cayeron en picado después del cambio de neumáticos, a partir del ecuador de la temporada, logrando solamente 3 puntos en 7 GGPP.

## Resultados

### Fórmula 1
(Clave) (negrita indica pole position) (cursiva indica vuelta rápida)

| Año  | Motor                   | Neu. | N.º | Pilotos       | 1   | 2   | 3   | 4   | 5   | 6   | 7   | 8   | 9   | 10  | 11  | 12  | 13  | 14  | 15  | 16  | 17  | 18  | 19  | Puntos | Pos. |
| ---- | ----------------------- | ---- | --- | ------------- | --- | --- | --- | --- | --- | --- | --- | --- | --- | --- | --- | --- | --- | --- | --- | --- | --- | --- | --- | ------ | ---- |
| 2013 | Mercedes FO 108F 2.4 V8 | P    |     |               | AUS | MYS | CHN | BHR | ESP | MON | CAN | GBR | GER | HUN | BEL | ITA | SIN | RCO | JPN | IND | ABU | USA | BRA | 77     | 6.º  |
| 2013 | Mercedes FO 108F 2.4 V8 | P    | 14  | Paul di Resta | 8   | Ret | 8   | 4   | 7   | 9   | 7   | 9   | 11  | 18† | Ret | Ret | 20† | Ret | 11  | 8   | 6   | 16  | 11  | 77     | 6.º  |
| 2013 | Mercedes FO 108F 2.4 V8 | P    | 15  | Adrian Sutil  | 7   | Ret | Ret | 13  | 13  | 5   | 10  | 7   | 13  | Ret | 9   | 16† | 10  | 20† | 14  | 9   | 10  | Ret | 13  | 77     | 6.º  |